# Церкозои
Церкозои (лат. Cercozoa) — тип протистов. Не имеют общих морфологических особенностей на микроскопическом уровне, поэтому определение осуществляется при помощи молекулярной филогении на основе рРНК, строения актина или полиубиквитина.

## Характеристики
Группа состоит преимущественно из амёбоидов и жгутиконосцев, которые питаются с помощью нитевидных ретикулоподий. Они могут образовываться частью поверхности клетки, но у клеток никогда не бывает истинного цитостома, как у многих других простейших. Демонстрируют разнообразие форм, что делает сложным их определение и классификацию с точки зрения структурных характеристик, хотя их единство подтверждается генетическими исследованиями. Cercozoa близко родственны ретариям, так называемым раковинным амёбам, и вместе с ними образуют группу под названием ризарии.

## Подтипы
Иногда церкозой группируют по тому, являются ли они «нитевидными» или «сетчатыми».

### Нитевидные (подтип Filosa)
Самыми известными церкозоями из этой группы являются Euglyphida, нитевидные амёбы с раковинами из содержащих кремний чешуек или пластин, которые обычно встречаются в богатых питательными веществами почвах, воде и на водных растениях. Некоторые другие нитевидные амёбы строят внешний скелет из органических чешуек, в том числе Tectofilosida и Gromia. Ранее их относили к Euglyphida под именем Testaceafilosia. Это группа не является монофилетической, но почти все относящиеся сюда таксоны попадают в Cercozoa. К другим заметным нитевидным церкозоям относятся церкомонады, обычные почвенные жгутиконосцы.

### Сетчатые (подтип Endomyxa)
Важная группа, относящаяся к этому подтипу — хлорорахниофитовые водоросли: странные амёбоиды, образующие сетчатый плазмодий из переплетённых псевдоподий (мероплазмодий). Они отличаются наличием хлоропластов, которые, по-видимому, образовались в результате симбиоза с зелёными водорослями. Хлоропласты окружены четырьмя мембранами, в их перипластидном пространстве которых находится нуклеоморф — редуцированное ядро эндосимбиотического эукариота. По этой причине они представляют большой интерес для исследователей как живое доказательство эндосимбиотического происхождения органелл.
Хлорорахниофитовых водорослей иногда относят к Filosa, а не Endomyxa, и, наоборот, такие группы, как Gromia причисляют к Endomyxa. Filosa по-видимому являются монофилетической группой, а Endomyxa — парафилетической.

### Неклассифицированные
Кроме того в тип входят три группы, ранее считавшиеся солнечниками: Heliomonadida, Desmothoracida и Gymnosphaerida, которые недавно были объединены в новый класс Granofilosea.
Наконец, церкозои включают Phaeodarea, морских простейших, которые ранее считались радиоляриями.

## Классификация
Точный состав и классификация Cercozoa ещё прорабатываются. Общая схема такова:
| Класс Chlorarachnea | Хлорарахниофитовые водоросли | Chlorarachniophyta                                                  |
| Класс Proteomyxidea |                              | Gymnophryida, Heliomonadida, Desmothoracida, Gymnosphaerida и т. д. |
| Класс Sarcomonadea  |                              | Cercomonadida                                                       |
| Класс Imbricatea    |                              | Euglyphida и Thaumatomonadida                                       |
| Класс Thecofilosea  |                              | Tectofilosida и Cryomonadida                                        |
| Класс Phaeodarea    | Феодарии                     |                                                                     |
| Класс Ebridea       |                              | Ebridea                                                             |

Кроме того две группы паразитов, Phytomyxea и Ascetosporea, и раковинные амёбы Gromia могут оказаться самыми базальными из группы Cercozoa, хотя некоторые филогенетические деревья помещают их ближе к фораминиферам.
Сюда же были отнесены и Spongomonadea, которые ещё совсем недавно считались Amoebozoa.
Некоторые другие небольшие группы простейших с неясным таксономическим положением считают вероятными Cercozoa и вполне возможно, многие роды после дальнейшего изучения будут причислены к этой группе.